# Emily Waltham
Emily Waltham este un personaj fictiv din serialul Friends, creat de David Crane și Marta Kauffman. Este interpretat de Helen Baxendale. 
Emily este a doua soție a lui Ross. Este originară din Shropshire, iar în prezent locuiește în Londra.
Superiorul lui Rachel o roagă să o însoțească pe nepoata lui, Emily, la operă. Însă, în aceeași seară, Rachel avea prima ei întâlnire cu Joshua. Atunci îl roagă pe Ross să o conducă pe Emily la operă. Ross și Emily se înțeleg foarte bine și se îndrăgostesc unul de altul. Deranjat de faptul că Emily trebuie să facă naveta între New York și Londra, Ross o cere în căsătorie, însă, în fața altarului, rostește numele Rachel în loc de Emily, arătând că încă o mai iubește pe Rachel. Emily se simte umilită și cere divorțul. La insistențele lui Ross, Emily este de acord să se întoarcă la New York, cu condiția ca Ross să nu o mai vadă pe Rachel și să vândă toată mobila și toate obiectele care i-ar putea aduce aminte de Rachel. Inițial Ross este de acord, însă, în cele din urmă, realizează că ceea ce Emily îi cere este imposibil de pus în practică. Îi spune acestea lui Emily și astfel căsătoria lor se sfârșește.
În realitate, actrița Helen Baxendale a rămas însărcinată și de aceea n-a mai putut să zboare la New York și ultimele sale apariții sunt vorbind la telefon, din pat, învelită cu multe straturi. Tot din această cauză a fost scoasă din scenariu mult mai devreme decât era intenționat.